# Rouwbaardvogel
De rouwbaardvogel (Tricholaema lacrymosa) is een vogel uit de familie Lybiidae (Afrikaanse baardvogels).

## Verspreiding en leefgebied
Deze soort komt voor in oostelijk Afrika en telt twee ondersoorten:
- T. l. lacrymosa: van zuidelijk Soedan en noordoostelijk Congo-Kinshasa tot centraal Kenia en noordoostelijk Tanzania.
- T. l. radcliffei: van oostelijk Congo-Kinshasa tot zuidwestelijk Kenia, zuidelijk Oeganda, zuidwestelijk Tanzania en noordwestelijk Zambia.

## Status
De grootte van de populatie is niet gekwantificeerd maar de soort wordt omschreven als plaatselijk algemeen. Op de Rode lijst van de IUCN heeft deze soort de status niet bedreigd.